# ماء ممغنط
مغنطة الماء هو موضوع مقترح لاستبداء الوسائل الكيميائية في التعامل مع الماء العسر بمجرد إمرار الماء داخل مجال مغناطيسي قوي.
ووفقا للداعين لهذة الطريقة، فإن مغنطة الماء تساعد في تحسين الزراعة وتقوّي خلطات الأسمنت، وتساعد على تحسين الصحة. غير أن أيا من تلك المزاعم لم تثبت علميا عن طريق إحدى الجهات العلمية الموثوق فيها. غير أن أحد المجلات الرصينة الأمريكية وتدعى (تقرير المستهلك) أجرت تجربة استمرت سنتين باستخدام نوعين من المياه، الممغنط، والعادي، ووفقا لتلك المجلة، فإنه لم يحدث ذلك نتائج يمكن قياسها.